# Hynobius tokyoensis
Espèce
Statut de conservation UICN

 VU B1ab(iii) : Vulnérable
Hynobius tokyoensis est une espèce d'urodèles de la famille des Hynobiidae.

## Répartition
Cette espèce est endémique de Honshū au Japon. Elle se rencontre dans le Kantō jusqu'à 300 m d'altitude.

## Étymologie
Son nom d'espèce, composé de tokyo et du suffixe latin -ensis, « qui vit dans, qui habite », lui a été donné en référence au lieu de sa découverte, la région de Tokyo.

## Publication originale
- Tago, 1931 : Imori to Sanshio-uo. (イモリと山椒魚.) Tokyo, Maruzen.